# Spoorlijn Bantzenheim - Neuweg
De Spoorlijn Bantzenheim - Neuweg was een Duitse spoorlijn in het huidige Frankrijk van Bantzenheim naar Neuweg. De lijn was 22,7 km lang.

## Geschiedenis
De spoorlijn werd door de Deutsches Heer geopend als militaire lijn op 1 augustus 1917. Samen met de spoorlijn Neuf-Brisach - Bantzenheim vormde de lijn een noord-zuid verbinding langs de Rijn buiten het bereik van de Franse artillerie. Na de Eerste Wereldoorlog werd de verbinding stilgelegd en vervolgens opgebroken.

## Aansluitingen
In de volgende plaatsen is of was er een aansluiting op de volgende spoorlijnen:
Bantzenheim
RFN 121 000, spoorlijn tussen Colmar-Sud en Bollwiller
Neuweg
RFN 115 000, spoorlijn tussen Strasbourg-Ville en Saint-Louis